# Кристијан Дворак
Кристијан Дворак (енгл. Christian Dvorak — Пејлос, 2. фебруар 1996) професионални је амерички хокејаш на леду који игра на позицијама центра и левог крила.
Члан је сениорске репрезентације Сједињених Држава за коју је на међународној сцени дебитовао на светском првенству 2017. године.
Учествовао је на улазном драфту НХЛ лиге 2014. где га је као 58. пика у другој рунди одабрала екипа Аризона којотса. Пре него што је заиграо у професионалној конкуренцији провео је три сезоне у развојној хокејашкој лиги Онтарија где је играо за екуипи Лондон најтса. Професионални уговор са екипом Којотса потписао је у априлу 2015. године.